# Diplazium lellingeri
Diplazium lellingeri är en majbräkenväxtart som beskrevs av José Fernando Pacheco.
Diplazium lellingeri ingår i släktet Diplazium och familjen Athyriaceae. Inga underarter finns listade i Catalogue of Life.